# Danh sách nhà vô địch Liên lục địa WWE

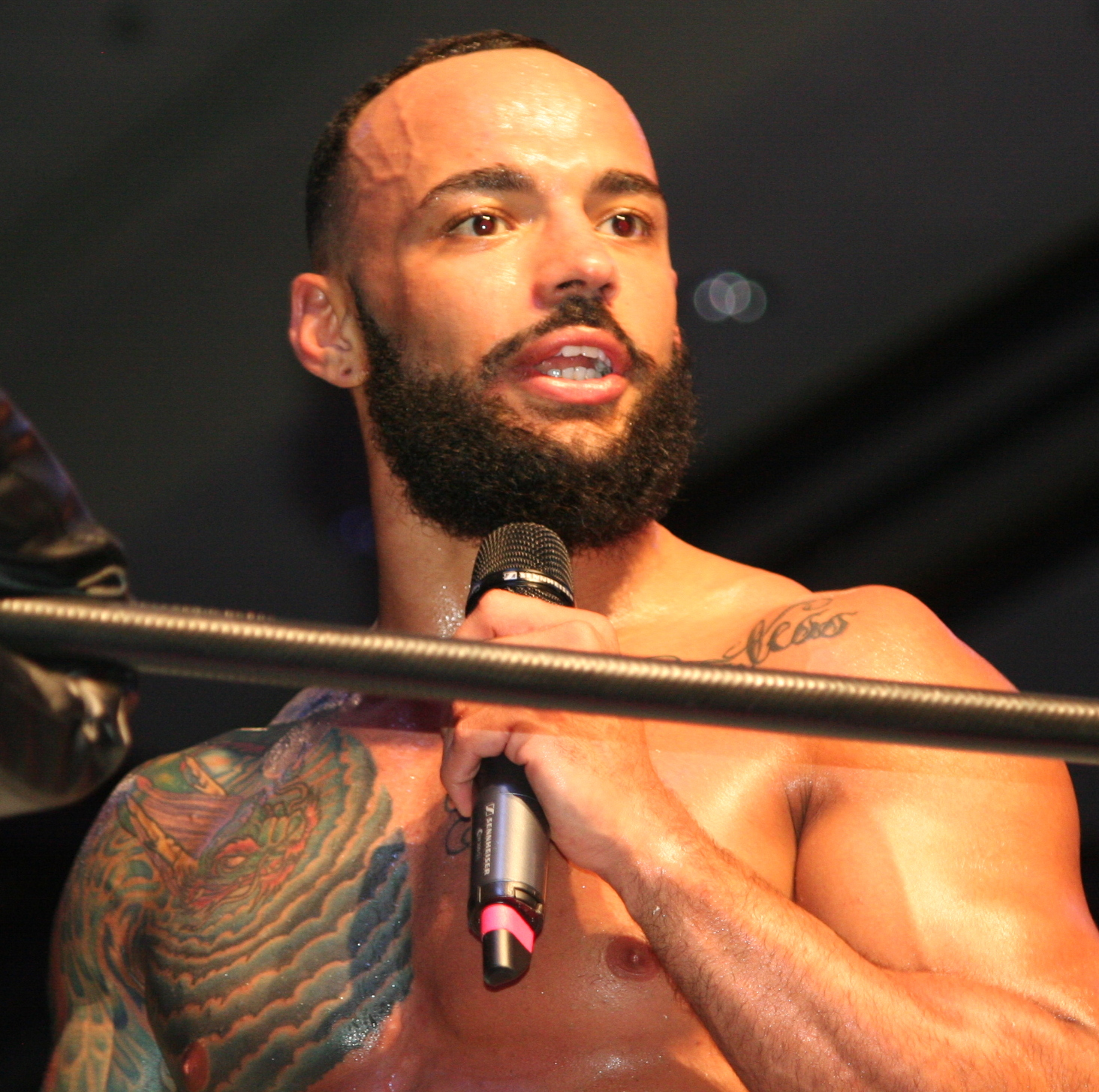
Nhà vô địch hiện tại là Ricochet.

Đai vô địch Liên lục địa là một chức vô địch đấu vật chuyên nghiệp dành cho thương hiệu SmackDown thuộc sở hữu của WWE. Chức vô địch này được đưa vào World Wrestling Federation (WWF, giờ là WWE) vào năm 1979. Pat Patterson, người giữ đai WWF North American Heavyweight Championship, đã được trao chức vô địch (với lí do ông đã thắng một giải đấu tại Rio de Janeiro, Brazin và thống nhất các đai North American và Suoth American).
Đai vô địch Liên lục địa là đai quan trọng thứ hai WWE, chỉ xếp sau WWE Championship. Đai hoạt động trong công ty với dòng lịch sử chỉ xếp thứ hai nhưng là chức vô địch lâu đời thứ ba, sau WWE Championship (1963) và WWE United State Championship (1975), sau đó được công ty WCW mua lại vào năm 2001. Năm 2002, WWF đổi tên thành World Wrestling Entertaiment (WWE) và chức vô địch cũng đổi tên theo. Sau WWE Superstar Shake-up 2019, đai trở thành độc quyền cho thương hiệu SmackDown.
Nhìn chung, có 88 nhà vô địch khác nhau. Chris Jericho lập kỷ lục 9 lần giữ đai. Honky Tonk Man giữ đai lâu nhất, với 454 ngày. Chỉ có ba đô vật là Pedro Morales, Don Muraco và Randy Savage vô địch đai liên tục lâu hơn một năm. Nhà vô địch hiện tại là Ricochet, đây là lần đầu tiên anh giữ đai. Anh đã đánh bại Sami Zayn vào ngày 4 tháng 3 năm 2022 trong SmackDown tại Miami, Florida.

## Danh sách

### Tên
| WWF Intercontinental (Heavyweight) Championship | 1 tháng 9 năm 1979 – 6 tháng 5 năm 2002 |
| WWE Intercontinental Championship               | 6 tháng 5 năm 2002 – nay                |

### Các nhà vô địch
| †  | Nhà vô địch hiện tại                       |
| <1 | Số ngày giữ đai không quá 1 ngày           |
| +  | Số ngày giữ đai vẫn đang thay đổi liên tục |

| Thứ tự | Đô vật                   | Lần | Ngày                 | Số ngày giữ đai               | Địa điểm                    | Sự kiện                               | Ghi chú | Tham khảo |
| ------ | ------------------------ | --- | -------------------- | ----------------------------- | --------------------------- | ------------------------------------- | --- | --------- |
| 1      | Pat Patterson            | 1   | 1 tháng 9 năm 1979   | 233                           | Rio de Janeiro              | —                                     | Patterson trở thành nhà vô địch đầu tiên sau khi đánh bại Ted DiBiase để giành đai WWF North American Heavyweight Championship vào ngày 19 tháng 6 năm 1979 tại Allentown, Pennsylvania và đánh bại Johnny Rodz trong một chuyến lưu diễn tại Rio de Janeiro để hợp nhất hai đai North American Heavyweight Championship với đai South American Heavyweight Championship thành đai WWF Intercontinental Heavyweight Championship.                                                                           | [ 1 ]     |
| 2      | Ken Patera               | 1   | 21 tháng 4 năm 1980  | 231                           | New York                    | House show                            | |           |
| 3      | Pedro Morales            | 1   | 8 tháng 12 năm 1980  | 194                           | New York                    | House show                            | |           |
| 4      | Don Muraco               | 1   | 20 tháng 6 năm 1981  | 156                           | Philadelphia                | House show                            | |           |
| 5      | Pedro Morales            | 2   | 23 tháng 11 năm 1981 | 425                           | New York                    | House show                            | |           |
| 6      | Don Muraco               | 2   | 22 tháng 1 năm 1983  | 385                           | New York                    | House show                            | |           |
| 7      | Tito Santana             | 1   | 11 tháng 2 năm 1984  | 226                           | Boston, Massachusetts       | House show                            | |           |
| 8      | Greg Valentine           | 1   | 24 tháng 9 năm 1984  | 285                           | London, ON, Canada          | Maple Leaf Wrestling                  | Phát sóng ngày 13 tháng 10 năm 1984 |           |
| 9      | Tito Santana             | 2   | 6 tháng 7 năm 1985   | 217                           | Baltimore                   | House show                            | Đây là một trận lồng thép |           |
| 10     | Randy Savage             | 1   | 8 tháng 2 năm 1986   | 414                           | Boston, Massachusetts       | House show                            | |           |
| 11     | Ricky Steamboat          | 1   | 29 tháng 3 năm 1987  | 65                            | Pontiac, Miami              | WrestleMania III                      | |           |
| 12     | The Honky Tonk Man       | 1   | 2 tháng 6 năm 1987   | 454                           | Buffalo, New York           | Superstar of Wrestling                | Phát sóng ngày 13 tháng 6 năm 1987 |           |
| 13     | The Ultime Warrior       | 1   | 29 tháng 8 năm 1988  | 216                           | New York                    | SummerSlam                            | |           |
| 14     | Rick Rude                | 1   | 2 tháng 4 năm 1989   | 148                           | Atlantic City, New Jersey   | WrestleMania V                        | |           |
| 15     | The Ultime Warrior       | 2   | 28 tháng 8 năm 1989  | 216                           | East Rutherford, New Jersey | SummerSlam                            | |           |
| —      | Bỏ trống                 | —   | 1 tháng 4 năm 1990   | —                             | Toronto, ON, Canada         | WrestleMania VI                       | Danh hiệu bị bỏ trống khi The Ultimate Warrior đánh bại Hulk Hogan cho WWF Championship |           |
| 16     | Mr. Perfect              | 1   | 23 tháng 4 năm 1990  | 126                           | Austin, Texas               | Superstar of Wrestling                | Đánh bại Tito Santana trong trận chung kết cho đai lúc đó bị bỏ trống. Phát sóng ngày 19 tháng 5 năm 1990 |           |
| 17     | The Texas Tornado        | 1   | 27 tháng 8 năm 1990  | 84                            | Philadelphia                | SummerSlam                            | |           |
| 18     | Mr. Perfect              | 2   | 19 tháng 11 năm 1990 | 280                           | Rochester, New York         | Superstar of Wrestling                | Phát sóng ngày 15 tháng 12 năm 1990 |           |
| 19     | Bret Hart                | 1   | 26 tháng 8 năm 1991  | 144                           | New York                    | SummerSlam                            | |           |
| 21     | The Mountie              | 1   | 17 tháng 1 năm 1992  | 2                             | Springfield, Miami          | House show                            | |           |
| 21     | Rody Piper               | 1   | 19 tháng 1 năm 1992  | 77                            | Albany, New York            | Royal Rumble                          | |           |
| 22     | Bret Hart                | 2   | 5 tháng 4 năm 1992   | 146                           | Indianapolis                | WrestleMania VIII                     | |           |
| 23     | The British Bulldog      | 1   | 29 tháng 8 năm 1992  | 59                            | London, Anh                 | SummerSlam                            | |           |
| 24     | Shawn Michaels           | 1   | 27 tháng 10 năm 1992 | 202                           | Terre Haute                 | Saturday Night's Main Event           | Phát sóng ngày 14 tháng 11 năm 1992 |           |
| 25     | Marty Jannetty           | 1   | 17 tháng 5 năm 1993  | 20                            | New York                    | Raw                                   | |           |
| 26     | Shawn Michaels           | 2   | 6 tháng 6 năm 1993   | 113                           | Albany, New York            | House show                            | |           |
| —      | Bỏ trống                 | —   | 27 tháng 9 năm 1993  | —                             | —                           | —                                     | Shawn Michaels bị tước danh hiệu vì không bảo vệ đai trong vòng 30 ngày. Thực tế, Michaels bị đình chỉ để thử nghiệm dương tính với steroid |           |
| 27     | Razor Ramon              | 1   | 27 tháng 9 năm 1993  | 198                           | New Haven, Connecticut      | Raw                                   | Ramon và Rick Martel là hai người cuối cùng trụ lại trong trận battle royal. Ramon sau đó đánh bại Martel cho đai đang bị bỏ trống. Trận đấu phát sóng vào ngày 11 tháng 10 năm 1993. Tuy nhiên, Shawn Michaels trở lại vào tháng 11 năm 1993, tự cho mình là nhà vô địch hợp pháp vì không ai đánh bại anh ta. Ramon tiếp tục đánh bại Michaels trong một trận ladder vào ngày 20 tháng 3 năm 1994 tại WrestleMania X                                                                                      |           |
| 28     | Diesel                   | 1   | 13 tháng 4 năm 1994  | 138                           | Rochester, New York         | Superstars                            | Phát sóng ngày 30 tháng 4 năm 1994 |           |
| 29     | Razor Ramon              | 2   | 29 tháng 8 năm 1994  | 146                           | Chicago, Illinois           | SummerSlam                            | |           |
| 30     | Jeff Jarrett             | 1   | 22 tháng 1 năm 1995  | 94                            | Tampa, Florida              | Royal Rumble                          | |           |
| —      | Bỏ trống                 | —   | 26 tháng 4 năm 1995  | —                             | Moline, Illinois            | Action Zone                           | Được tổ chức khi trận đấu giữa Jeff Jarrett và Bob "Spark Plug" Holly kết thúc gây tranh cãi. Phát sóng ngày 30 tháng 4 năm 1995 |           |
| 31     | Jeff Jarrett             | 2   | 26 tháng 4 năm 1995  | 23                            | Moline, Illinois            | Action Zone                           | Đánh bại Bob Holly trong trận tái đấu cho danh hiệu bị bỏ trống. Phát sóng ngày 7 tháng 5 năm 1995 |           |
| 32     | Razor Ramon              | 3   | 19 tháng 5 năm 1995  | 2 (3 ngày được WWE công nhận) | Montreal, QB, Canada        | House show                            | Đây là một trận thang thép. WWE công nhận triều đại của Ramon kết thúc vào ngày 22 tháng 5 năm 1995 |           |
| 33     | Jeff Jarrett             | 3   | 21 tháng 5 năm 1995  | 63 (62 được WWE công nhận)    | Trois-Revières, QB, Canada  | House show                            | WWE công nhận triều đại của Jarrett bắt đầu vào ngày 22 tháng 5 năm 1995 |           |
| 34     | Shawn Michaels           | 3   | 23 tháng 7 năm 1995  | 91                            | Nashville                   | In Your House 2: The Lumberjacks      | |           |
| 35     | Dean Douglas             | 1   | 22 tháng 10 năm 1995 | <1                            | Winnipeg, Canada            | In Your House 4: Great White North    | Giành được đai sau khi Michaels bị tấn công bên ngoài hộp đêm ở Syracuse, New York vào ngày 14 tháng 10 năm 1995 |           |
| 36     | Razor Ramon              | 4   | 22 tháng 10 năm 1995 | 91                            | Winnipeg, Canada            | In Your House 4: Great White North    | |           |
| 37     | Goldust                  | 1   | 21 tháng 1 năm 1996  | 71 (64 được WWE công nhận)    | Fresno, California          | Royal Rumble                          | WWE công nhận triều đại của Goldust kết thúc vào ngày 25 tháng 3 năm 1996 |           |
| —      | Bỏ trống                 | —   | 1 tháng 4 năm 1996   | —                             | San Bernardino, California  | Raw                                   | Được tổ chức khi bảo vệ đai chống lại Savio Vega kết thúc trong một trận đấu không tranh danh hiệu. Phát sóng ngày 15 tháng 4 năm 1996 |           |
| 38     | Goldust                  | 2   | 1 tháng 4 năm 1996   | 83                            | San Bernardino, California  | Raw                                   | Đánh bại Savio Vega trong trận tái đấu cho đai bị bỏ trống. Phát sóng ngày 22 tháng 4 năm 1996 |           |
| 39     | Ahmed Johnson            | 1   | 23 tháng 6 năm 1996  | 50 (58 được WWE công nhận)    | Milwaukee                   | King of the Ring                      | WWE công nhận triều đại của Johnson kết thúc vào ngày 19 tháng 8 năm 1996 |           |
| —      | Bỏ trống                 | —   | 12 tháng 8 năm 1996  | —                             | Seattle                     | Raw                                   | Johnson từ bỏ đai vô địch khi Faarooq ra mắt sau khi thắng một trận battle royal 11 người |           |
| 40     | Marc Mero                | 1   | 23 tháng 9 năm 1996  | 28                            | Hershey                     | Raw                                   | Đánh bại Faarooq cho đai vô địch bị bỏ trống |           |
| 41     | Hunter Hearst Helmsley   | 1   | 21 tháng 10 năm 1996 | 115                           | Fort Wayne, Illinois        | Raw                                   | |           |
| 42     | Rocky Maivia             | 1   | 13 tháng 2 năm 1997  | 74                            | Lowell, Miami               | Raw                                   | |           |
| 43     | Owen Hart                | 1   | 28 tháng 4 năm 1997  | 97                            | Omaha                       | Raw                                   | |           |
| 44     | Stone Cold Steve Austin  | 1   | 3 tháng 8 năm 1997   | 36 (64 được WWE công nhận)    | East Rutherford, New Jersey | SummerSlam                            | WWE liệt kê nhầm triều đại của Austin là 64 ngày, kết thúc vào ngày 5 tháng 10 năm 1997 |           |
| —      | —                        | —   | 8 tháng 9 năm 1997   | —                             | —                           | —                                     | Do Stone Cold phải chịu chấn thương cổ khi giành chức vô địch nên đai bị bỏ trống |           |
| 45     | Owen Hart                | 2   | 5 tháng 10 năm 1997  | 35                            | St. Louis                   | Badd Blood: In Your House             | Đánh bại Faarooq cho trận chung kết tranh đai vô địch bị bỏ trống |           |
| 46     | Stone Cold Steve Austin  | 2   | 9 tháng 11 năm 1997  | 29                            | Montreal, QB, Canada        | Survivor Series                       | |           |
| 47     | The Rock                 | 2   | 8 tháng 12 năm 1997  | 265                           | Portland                    | Raw                                   | Stone Cold Steve Austin đã trao đai cho The Rock, người trước đây là Rocky Maivia |           |
| 48     | Triple H                 | 2   | 30 tháng 8 năm 1998  | 40 (44 được WWE công nhận)    | New York                    | SummerSlam                            | Đây là một trận thang thép. Trước đây Triple H là Hunter Heast Hemsley. WWE công nhận triều đại của Triple H kéo dài 44 ngày, kết thúc vào ngày 12 tháng 10 năm 1998 |           |
| —      | Bỏ trống                 | —   | 9 tháng 10 năm 1998  | —                             | —                           | —                                     | Bỏ trống do Triple H bị chấn thương |           |
| 49     | Ken Shamrock             | 1   | 12 tháng 10 năm 1998 | 125                           | Uniondale, New York         | Raw                                   | Đánh bại X-Pac trong một trận đấu cho đai bị bỏ trống |           |
| 50     | Val Venis                | 1   | 14 tháng 2 năm 1999  | 29                            | Memphis                     | In Your House: St. Valentine Masscare | Billy Gun là trọng tài khách mời đặc biệt |           |
| 51     | Road Dogg                | 1   | 15 tháng 3 năm 1999  | 14                            | San Jose, California        | Raw                                   | |           |
| 52     | Goldust                  | 3   | 29 tháng 3 năm 1999  | 14                            | East Rutherford, New Jersey | Raw                                   | |           |
| 53     | The Godfather            | 1   | 12 tháng 4 năm 1999  | 43                            | Detroit                     | Raw                                   | |           |
| 54     | Jeff Jarrett             | 4   | 25 tháng 5 năm 1999  | 60 (54 được WWE công nhận)    | Moline, Illinois            | Raw                                   | WWE công nhận triều đại của Jarrett bắt đầu vào ngày 31 tháng 5 năm 1999, khi tập phim được phát sóng |           |
| 55     | Edge                     | 1   | 24 tháng 7 năm 1999  | 1                             | Toronto, Canada             | House show                            | |           |
| 56     | Jeff Jarrett             | 5   | 25 tháng 7 năm 1999  | 2 (1 được WWE công nhận)      | Buffalo, New York           | Fully Loaded                          | WWE công nhận triều đại của Jarrett kết thúc vào ngày 26 tháng 7 năm 1999 |           |
| 57     | D'Lo Brown               | 1   | 27 tháng 7 năm 1999  | 26 (27 được WWE công nhận)    | Colombus, Ohio              | Raw                                   | Đây là trận Người Thắng Có Tất Cả. Brown cũng bảo vệ đai European Championship. Brown trở thành nhà vô địch Eurocontinental Championship đầu tiên. Phát sóng ngày 2 tháng 8 năm 1999. WWE công nhận triều đại của Brown bắt đầu vào ngày 26 tháng 7 năm 1999 |           |
| 58     | Jeff Jarrett             | 6   | 22 tháng 8 năm 1999  | 56                            | Minneapolis                 | SummerSlam                            | Jarret cũng giành được đai European trong trận đấu để trở thành người thứ hai vô địch Eurocontinental. |           |
| 59     | Chyna                    | 1   | 17 tháng 10 năm 1999 | 56                            | Cleveland, Ohio             | No Mercy                              | Đây là trận Good Housekeeping. Chyna là đô vật nữ đầu tiên và duy nhất từng giành đai này |           |
| 60     | Chris Jericho            | 1   | 12 tháng 12 năm 1999 | 22                            | Sunrise, Florida            | Armageddon                            | |           |
| –      | Chris Jericho và Chyna   | 1   | 3 tháng 1 năm 2000   | 20                            | Miami, Florida              | Raw                                   | Vào ngày 28 tháng 12 năm 1999 (phát sóng ngày 30 tháng 12 năm 1999) trong SmackDown, trận đấu giữa Chyna và Chris Jericho kết thúc với cả hai cùng đè đếm nhau; và kết quả là họ được công nhận đồng vô địch. WWE không công nhận đây là một triều đại chính thức mà chỉ là một vị trí tuyển dụng |           |
| 61     | Chris Jericho            | 2   | 23 tháng 1 năm 2000  | 35                            | New York                    | Royal Rumble                          | Jericho đánh bại Chyna và Hardcore Holly trong trận đấu ba người để giành chức vô địch |           |
| 62     | Kurt Angle               | 1   | 27 tháng 2 năm 2000  | 35                            | Hartford, Connecticut       | No Way Out                            | Đầu tháng đó, Kurt Angle cũng giành được đai European. Chiến thắng này khiến Angle là người thứ ba vô địch Eurocontinental. |           |
| 63     | Chris Benoit             | 1   | 2 tháng 4 năm 2000   | 30 (32 được WWE công nhận)    | Anaheim, California         | WrestleMania 2000                     | Đây là trận đấu ba người, còn có Chris Jericho; trong đó Kurt Angle bảo vệ cả hai chức vô địch. Người có được cú ngã đầu tiên đã trở thành nhà vô địch Liên lục địa và người giành chiến thắng thứ hai giành đai European. Benoit là người đầu tiên thắng để giành đai Liên lục địa WWE công nhận triều đại của Benoit kết thúc vào ngày 4 tháng 5 năm 2000, khi tập tiếp theo bị phát sóng chậm. Họ liệt kê không chính xác triều đại của ông là kết thúc vào ngày 22 tháng 5 năm 2000, và kéo dài 50 ngày |           |
| 64     | Chris Jericho            | 3   | 2 tháng 5 năm 2000   | 6 (5 được WWE công nhận)      | Richmon                     | SmackDown                             | WWE công nhận triều đại của Jericho bắt đầu vào ngày 4 tháng 5 năm 2000, khi tập phim có trận đấu bị phát sóng chậm |           |
| 65     | Chris Benoit             | 2   | 8 tháng 5 năm 2000   | 43                            | Uniondale, New York         | Raw                                   | |           |
| 66     | Rikishi                  | 1   | 20 tháng 6 năm 2000  | 14                            | Memphis                     | SmackDown                             | WWE công nhận triều đại của Rikishi bắt đầu vào ngày 22 tháng 6 năm 2000 và kết thúc vào ngày 6 tháng 7 năm 2000, cả hai tập phim có hai trận đấu bị phát sóng muộn |           |
| 67     | Val Venis                | 2   | 4 tháng 7 năm 2000   | 54 (52 được WWE công nhận)    | Sunrise, Florida            | SmackDown                             | WWE công nhận triều đại của Val Venis bắt đầu vào ngày 6 tháng 7 năm 2000, khi tập phim có trận đấu phát sóng muộn. |           |
| 68     | Chyna                    | 2   | 27 tháng 8 năm 2000  | 8                             | Raleigh                     | SummerSlam                            | Giành đai trong trận đấu đồng đội hỗn hợp giữa Chyna và Eddie Guerrero với Val Venis và Trish Stratus. Chyna đè Stratus để giành đai mà Venis lúc đó giữ |           |
| 69     | Eddie Gurrero            | 1   | 4 tháng 9 năm 2000   | 78 (80 được WWE công nhận)    | Lexington                   | Raw                                   | Đây là trận đấu ba người, còn có Kurt Angle. WWE công nhận triều đại của Gurrero kết thúc vào ngày 23 tháng 11 năm 2000, khi tập phim có trận đấu phát sóng muộn. |           |
| 70     | Billy Gunn               | 1   | 21 tháng 11 năm 2000 | 19 (17 được WWE công nhận)    | Sunrise, Florida            | SmackDown                             | WWE công nhận triều đại của Gunn bắt đầu vào ngày 23 tháng 11 năm 2000 khi tập phim có trận đấu phát sóng muộn |           |
| 71     | Chris Benoit             | 3   | 10 tháng 12 năm 2000 | 42                            | Birmingham                  | Armageddon                            | |           |
| 72     | Chris Jericho            | 4   | 21 tháng 1 năm 2001  | 72 (74 được WWE công nhận)    | New Orleans                 | Royal Rumble                          | Đây là trận đấu thang. WWE công nhận triều đại của Jericho kết thúc vào ngày 5 tháng 4 năm 2000, khi tập phim phát sóng chậm. |           |
| 73     | Triple H                 | 3   | 3 tháng 4 năm 2001   | 7                             | Oklahoma                    | SmackDown                             | WWE công nhận triều đại của Triple H bắt đầu vào ngày 5 tháng 4 năm 2001 và kết thúc vào ngày 12 tháng 4 năm 2001, khi tập phim có hai trận đấu bị phát sóng chậm. |           |
| 74     | Jeff Hardy               | 1   | 10 tháng 4 năm 2001  | 6 (4 được WWE công nhận)      | Philadelphia                | SmackDown                             | WWE công nhận triều đại của Hardy bắt đầu vào ngày 12 tháng 4 năm 2001, khi tập phim có trận đấu phát sóng muộn. |           |
| 75     | Triple H                 | 4   | 16 tháng 4 năm 2001  | 34                            | Knoxville                   | Raw                                   | |           |
| 76     | Kane                     | 1   | 20 tháng 5 năm 2001  | 37 (39 được WWE công nhận)    | Sacramento, Florida         | Judgment Day                          | Đây là trận đấu ghế. WWE công nhận triều đại của Kane kết thúc vào ngày 28 tháng 6 năm 2001, khi tập phim có trận đấu phát sóng muộn |           |
| 77     | Albert                   | 1   | 26 tháng 6 năm 2001  | 27 (25 được WWE công nhận)    | New York                    | SmackDown                             | Đây là một trận đấu không áp dụng luật phạm quy. WWE công nhận triều đại của Albert bắt đầu vào ngày 28 tháng 6 năm 2001, khi tập phim có trận đấu phát sóng |           |
| 78     | Lance Storm              | 1   | 23 tháng 7 năm 2001  | 27                            | Buffalo, New York           | Raw                                   | |           |
| 79     | Edge                     | 2   | 19 tháng 8 năm 2001  | 35                            | San Jose, California        | SummerSlam                            | |           |
| 80     | Christian                | 1   | 23 tháng 9 năm 2001  | 28                            | Pittsburgh                  | Unforgiven                            | |           |
| 81     | Edge                     | 3   | 21 tháng 10 năm 2001 | 15                            | St. Louis                   | No Mercy                              | Đây là một trận đấu thang |           |
| 82     | Test                     | 1   | 5 tháng 11 năm 2001  | 13                            | Uniondale, New York         | Raw                                   | |           |
| 83     | Edge                     | 4   | 18 tháng 11 năm 2001 | 63                            | Greensboro                  | Survivor Series                       | Đây là trận đấu thống nhất danh hiệu. Edge cũng bảo vệ đai WCW United States Championship. Đai vô địch United States đã bị ngưng hoạt động để đai Liên lục địa tiếp tục hoạt động |           |
| 84     | William Regal            | 1   | 20 tháng 1 năm 2002  | 56                            | Atlanta                     | Royal Rumble                          | |           |
| 85     | Rob Van Dam              | 1   | 17 tháng 3 năm 2002  | 35                            | Toronto, Canada             | WrestleMania X8                       | Vào ngày 25 tháng 3, việc mở rộng thương hiệu bắt đầu, trong đó một lượng lớn các đô vật và chức vô địch trở thành độc quyền của hai thương hiệu chính Raw và SmackDown, được đại diện bắt đầu tại chương trình cùng tên. Đai vô địch trở thành độc quyền cho thương hiệu Raw sau khi Rob Van Dam được draft sang Raw. |           |
| 86     | Eddie Guerrero           | 2   | 21 tháng 4 năm 2002  | 36                            | Kansas                      | Backlash                              | Vào ngày 6 tháng 5 năm 2002, sau khi World Wrestling Federation đổi tên thành World Wrestling Entertaiment do một vụ kiện bởi World Wide Fund for Nature (WWF), sau đó chức vô địch đổi tên thành WWE Intercontinental Championship |           |
| 87     | Rob Van Dam              | 2   | 27 tháng 5 năm 2002  | 63                            | Edmonton, Canada            | Raw                                   | Đây là trận đấu thang. Vào ngày 22 tháng 7 năm 2002, Rob đánh bại Jeff Hardy để hợp nhất đai European Championship với đai Liên lục địa, đai European chính thức ngưng hoạt động |           |
| 88     | Chris Benoit             | 4   | 29 tháng 7 năm 2002  | 27                            | Greensboro                  | Raw                                   | Danh hiệu trở thành độc quyền cho SmackDown khi Benoit draft sang SmackDown vào ngày 30 tháng 7 năm 2002. Phát sóng chậm ngày 1 tháng 8 năm 2002. WWE liệt kê không chính xác triều đại của Benoit kết thúc vào ngày 26 tháng 8 năm 2002 và kéo dài 28 ngày |           |
| 89     | Rob Van Dam              | 3   | 25 tháng 8 năm 2002  | 22                            | Uniondale, New York         | SummerSlam                            | Danh hiệu lại quay trở về Raw do Rob vốn là đô vật Raw. Đêm tiếp theo trong Raw, Rob đánh bại Tommy Dreamer để hợp nhất WWE Harcode Championship với đai Liên lục địa, đai Harcode ngưng hoạt động. WWE liệt kê không chính xác triều đại của Rob bắt đầu vào ngày 6 tháng 8 năm 2002 với 41 ngày |           |
| 90     | Chris Jericho            | 5   | 16 tháng 9 năm 2002  | 14                            | Denver                      | Raw                                   | |           |
| 91     | Kane                     | 2   | 30 tháng 9 năm 2002  | 20                            | Houston                     | Raw                                   | |           |
| 92     | Triple H                 | 5   | 20 tháng 10 năm 2002 | <1                            | North Litte Rock            | No Mercy                              | Đây là trận đấu thống nhất danh hiệu gồm đai Liên lục địa và World Heavyweight Championship (WWE) |           |
| —      | Hợp nhất                 | —   | 20 tháng 10 năm 2002 | —                             | North Litte Rock            | No Mercy                              | Hợp nhất với World Heavyweight Championship (WWE) của Triple H, đai Liên lục địa tạm ngưng hoạt động |           |
| 93     | Christian                | 2   | 18 tháng 5 năm 2003  | 50                            | Charlotte                   | Judgment Day                          | Đồng tổng giảm đốc Stone Cold Steve Austin kích hoạt lại đai. Christian đã giành được đai trong một trận đấu battle royal |           |
| 94     | Booker T                 | 1   | 7 tháng 7 năm 2003   | 34                            | Montreal, Canada            | Raw                                   | Trong cùng tháng đai, đai United States được kích hoạt lại cho thương hiệu SmackDown với tư cách là đối tác của đai Liên lục địa |           |
| 95     | Christian                | 3   | 10 tháng 8 năm 2003  | 50                            | Des Moines                  | House show                            | |           |
| 96     | Rob Van Dam              | 4   | 29 tháng 9 năm 2003  | 28                            | Rosemont, Illinois          | Raw                                   | Đây là trận đấu thang |           |
| 97     | Chris Jericho            | 6   | 27 tháng 10 năm 2003 | <1                            | Fayetteville                | Raw                                   | |           |
| 98     | Rob Van Dam              | 5   | 27 tháng 10 năm 2003 | 48                            | Fayetteville                | Raw                                   | Đây là trận đấu lồng thép |           |
| 99     | Randy Orton              | 1   | 14 tháng 12 năm 2003 | 210                           | Orlando, Florida            | Armeggdon                             | Mick Foley là trọng tài khách mời đặc biệt |           |
| 100    | Edge                     | 5   | 11 tháng 7 năm 2004  | 57                            | Hartford, Connecticut       | Vengeance                             | |           |
| —      | Bỏ trống                 | —   | 6 tháng 9 năm 2004   | —                             | Wichita Falls               | Raw                                   | Bỏ trống do chấn thương |           |
| 101    | Chris Jericho            | 7   | 12 tháng 9 năm 2004  | 37                            | Portland                    | Unforgiven                            | Đánh bại Christian trong trận đấu thang cho danh hiệu bỏ trống |           |
| 102    | Shelton Benjamin         | 1   | 19 tháng 10 năm 2004 | 244 (245 được WWE công nhận)  | Milwaukee                   | Taboo Tuesday                         | Do quy định của sự kiện, khán giả được phép bình chọn cho ai sẽ phải đối mặt Chris Jericho tranh đai vô địch; Benjamin có nhiều phiếu bầu nhất |           |
| 103    | Carlito                  | 1   | 20 tháng 6 năm 2005  | 90                            | Phoenix                     | Raw                                   | WWE liệt kê không chính xác triều đại của Carlito kết thúc vào ngày 19 tháng 6 năm 2005 và kéo dài 91 ngày |           |
| 104    | Ric Flair                | 1   | 18 tháng 9 năm 2005  | 155                           | Oklahoma                    | Unforgiven                            | WWE liệt kê nhầm triều đại của Flair bắt đầu vào ngày 19 tháng 9 năm 2005 và kéo dài 154 ngày |           |
| 105    | Shelton Benjamin         | 2   | 20 tháng 2 năm 2006  | 69                            | Trenton, New Jersey         | Raw                                   | |           |
| 106    | Rob Van Dam              | 6   | 30 tháng 4 năm 2006  | 15                            | Lexington                   | Backlash                              | Đây là trận Người thắng có tất cả, Rob cũng bảo vệ cả bản hợp đồng Money in the Bank của mình |           |
| 107    | Shelton Benjamin         | 3   | 15 tháng 5 năm 2006  | 41                            | Lubbock                     | Raw                                   | Đây là trận đấu 2 chấp 3 kiểu Texas tornado, còn có Benjamin, Chris Masters, và Triple H chống lại nhà vô địch WWE John Cena và nhà vô địch Liên lục địa Rob Van Dam. Nếu ai đè đếm được Cena hoặc Rob, họ sẽ giành được đai mà người thua giữ; Benjamin đè Rob |           |
| 108    | Johnny Nitro             | 1   | 25 tháng 6 năm 2006  | 99                            | Charlotte                   | Vengeance                             | Đây là trận đấu ba người, cũng bao gồm Carlito |           |
| 109    | Jeff Hardy               | 2   | 2 tháng 10 năm 2006  | 35                            | Topeka                      | Raw                                   | |           |
| 110    | Johny Nitro              | 2   | 6 tháng 11 năm 2006  | 7                             | Columbus, Ohio              | Raw                                   | Đây là trận đấu trận đấu không áp dụng luật phạm quy |           |
| 111    | Jeff Hardy               | 3   | 13 tháng 11 năm 2006 | 98                            | Manchester, Anh             | Raw                                   | |           |
| 112    | Umaga                    | 1   | 19 tháng 2 năm 2007  | 56                            | Bakersfield                 | Raw                                   | |           |
| 113    | Santino Marella          | 1   | 16 tháng 4 năm 2007  | 77                            | Milan, Ý                    | Raw                                   | Đây là trận No Holds Barred. Santino được "chọn ra bởi khán giả" bởi Vince McMahon |           |
| 114    | Umaga                    | 2   | 2 tháng 7 năm 2007   | 61 (63 được WWE công nhận)    | Dallas, Texas               | Raw                                   | WWE công nhận triều đại của Umaga kết thúc vào ngày 4 tháng 7 năm 2007, khi có tập phim phát sóng trận đấu. |           |
| 115    | Jeff Hardy               | 4   | 1 tháng 9 năm 2007   | 191 (189 được WWE công nhận)  | Columbus, Ohio              | Raw                                   | WWE công nhận triều đại của Jeff bắt đầu từ ngày 3 tháng 9 năm 2007, khi được phát trên truyền hình. |           |
| 116    | Chris Jericho            | 8   | 10 tháng 3 năm 2008  | 111                           | Milwaukee                   | Raw                                   | |           |
| 117    | Kofi Kingston            | 1   | 29 tháng 6 năm 2008  | 49 (48 được WWE công nhận)    | Dallas, Texas               | Night of Champions                    | |           |
| 118    | Santino Marrela          | 1   | 17 tháng 8 năm 2008  | 85                            | Indianapolis                | SummerSlam                            | Đây là trận đấu đồng đội Người Thắng Có Tất Cả, cũng bao gồm cựu vô địch Liên tục địa Kofi Kingston và nhà vô địch nữ WWE Mickie James. Marrela giành đai từ Kofi khi đồng đội của anh Beth Phoenix đè đếm James. |           |
| 119    | William Regal            | 2   | 10 tháng 11 năm 2008 | 70                            | Manchester, Anh             | Raw                                   | |           |
| 120    | CM Punk                  | 1   | 19 tháng 1 năm 2009  | 49                            | Rosemont, Illinois          | Raw                                   | Đây là trận đấu không áp dụng luật phạm quy |           |
| 121    | John "Bradshaw" Layfield | 1   | 9 tháng 3 năm 2009   | 27                            | Jacksonville, Florida       | Raw                                   | |           |
| 122    | Rey Mysterio             | 1   | 5 tháng 4 năm 2009   | 63                            | Houston, Texas              | WrestleMania 25                       | Đai trở thành độc quyền cho SmackDown sau WWE Draft 2009. |           |
| 123    | Chris Jericho            | 9   | 7 tháng 6 năm 2009   | 21                            | New Orleans, Louisiana      | Extreme Rules                         | Đây là trận đấu không luật phạm quy. |           |
| 124    | Rey Mysterio             | 2   | 28 tháng 6 năm 2009  | 65 (68 được WWE công nhận)    | Sacramento, CA              | WWE The Bash                          | Đây là trận mask vs. champion. WWE công nhận lần giữ đai của Rey kết thúc vào ngày 4 tháng 9 năm 2009, khi tập tiếp theo được phát sóng. |           |
| 125    | John Morrison            | 3   | 1 tháng 9 năm 2009   | 103 (100 được WWE công nhận)  | Cleveland, OH               | SmackDown                             | WWE công nhận Morrison giữ đai kể từ ngày 4 tháng 9, 2009 khi chương trình được phát sóng. John Morrison được gọi là John Nitro trong thời gian này. |           |
| 126    | Drew McIntyre            | 1   | 13 tháng 12 năm 2009 | 161                           | San Antonio, TX             | TLC: Tables, Ladders & Chairs         | Vào ngày 7 tháng 5, 2010, Tổng Giám đốc SmackDown là Theodore Long đình chỉ McIntyre và đai bỏ trống. Tuần tiếp theo trong SmackDown, Kofi Kingston thắng giải đấu để trở thành nhà vô địch kế tiếp, nhưng Vince McMahon không đồng tình với việc Long làm, không công nhận chiến thắng của Kingston và McIntyre vẫn tiếp tục giữ đai. |           |
| 127    | Kofi Kingston            | 2   | 23 tháng 5 năm 2010  | 66 (74 được WWE công nhận)    | Detroit, MI                 | Over the Limit                        | WWE công nhận Kingston không còn giữ đai từ 6 tháng 8, 2010, khi tập tiếp theo được phát sóng. |           |
| 128    | Dolph Ziggler            | 1   | 28 tháng 7 năm 2010  | 160 (154 được WWE công nhận)  | Laredo, TX                  | SmackDown                             | WWE công nhận Ziggler giữ đai từ 8 tháng 6, 2010 và kết thúc vào ngày 7 tháng 1, 2011, khi cả hai tập phim được phát sóng. |           |
| 129    | Kofi Kingston            | 3   | 4 tháng 1 năm 2011   | 77 (76 được WWE công nhận)    | Tucson, AZ                  | SmackDown                             | WWE công nhận Kingston giữ đai từ 7 tháng 1 đến 25 tháng 3, 2011, khi cả hai tập phim được phát sóng. |           |
| 130    | Wade Barrett             | 1   | 22 tháng 3 năm 2011  | 89 (86 được WWE công nhận)    | Columbus, Ohio              | SmackDown                             | WWE công nhận Barrett giữ đai từ ngày 25 tháng 3, 2011 khi tập phim được phát sóng. |           |
| 131    | Ezekiel Jackson          | 1   | 19 tháng 6, 2011     | 51 (54 được WWE công nhận)    | Washington, DC.             | Capital Punishment                    | WWE công nhận lần giữ đai của Jackson kết thúc vào ngày 12 tháng 8 năm 2011, khi tập phim về trận đấu được phát sóng. |           |
| 132    | Cody Rhodes              | 1   | 9 tháng 8, 2011      | 236 (234 được WWE công nhận)  | Sacramento, CA              | SmackDown                             | WWE công nhận lần giữ đai của Cody bắt đầu từ ngày 12 tháng 8 năm 2011, khi tập phim được phát sóng. Vào ngày 29 tháng 8 năm 2011, đợt mở rộng thương hiệu kết thúc, đai Intercontinental Championship được bảo vệ trên cả Raw lẫn SmackDown. |           |
| 133    | Big Show                 | 1   | 1 tháng 4, 2012      | 28 (27 được WWE công nhận)    | Miami Gardens, FL           | WrestleMania XXVIII                   | |           |
| 134    | Cody Rhodes              | 2   | 29 tháng 4, 2012     | 21 (22 được WWE công nhận)    | Rosemont, IL                | Extreme Rules                         | Đây là trận tables. |           |
| 135    | Christian                | 4   | 20 tháng 5, 2012     | 64                            | Raleigh, NC                 | Over the Limits                       | |           |
| 136    | The Miz                  | 1   | 23 tháng 7, 2012     | 85 (84 được WWE công nhận)    | St. Louis, MO               | Raw 1000                              | |           |
| 137    | Kofi Kingston            | 4   | 16 tháng 10, 2012    | 74                            | Memphis, TN                 | Maint Event                           | Phát sóng 17 tháng 10 năm 2012. |           |
| 138    | Wade Barrett             | 2   | 29 tháng 12, 2012    | 99                            | Washington, DC.             | Raw                                   | Phát sóng ngày 30 tháng 12 năm 2012. |           |
| 139    | The Miz                  | 2   | 7 tháng 4, 2013      | 1                             | East Rutherford, NJ         | WrestleMania 29 Pre-show              | |           |
| 140    | Wade Barrett             | 3   | 8 tháng 4, 2013      | 69                            | East Rutherford, NJ         | Raw                                   | |           |
| 141    | Curtis Axel              | 1   | 16 tháng 6, 2013     | 155                           | Rosemont, IL                | Payback                               | Đây là triple threat, cũng bao gồm The Miz. |           |
| 142    | Big E Langston           | 1   | 18 tháng 11, 2013    | 167                           | Nashville, TN               | Raw                                   | Vào ngày 12 tháng 2 năm 2014, Big E Langston rút ngắn tên võ đài của mình thành Big E. |           |
| 143    | Bad News Barrett         | 4   | 4 tháng 5, 2014      | 57 (58 được WWE công nhận)    | East Rutherford, NJ         | Extreme Rules                         | Bad News Barrett chính là Wade Barrett. |           |
| –      | Bỏ trống                 | –   | 30 tháng 6, 2014     | –                             | Hartford, CT                | Raw                                   | Đai bỏ trống do chấn thương vai. |           |
| 144    | The Miz                  | 3   | 20 tháng 7, 2014     | 28 (27 được WWE công nhận)    | Tampa, FL                   | Battleground                          | Đây là trận battle royal 19–người. Miz loại Dolph Ziggler để giành đai đang bỏ trống. |           |
| 145    | Dolph Ziggler            | 2   | 17 tháng 8, 2014     | 35 (36 được WWE công nhận)    | Los Angeles, CA             | SummerSlam                            | |           |
| 146    | The Miz                  | 4   | 21 tháng 9, 2014     | 1 (<1 được WWE công nhận)     | Nashville, TN               | Night of Champions                    | |           |
| 147    | Dolph Ziggler            | 3   | 22 tháng 9, 2014     | 56 (57 được WWE công nhận)    | Memphis, TN                 | Raw                                   | |           |
| 148    | Luke Harper              | 1   | 17 tháng 11, 2014    | 27                            | Roanoke, VA                 | Raw                                   | |           |
| 149    | Dolph Ziggler            | 4   | 14 tháng 12, 2014    | 22 (23 được WWE công nhận)    | Cleveland, OH               | TLC: Tables, Ladders & Chairs         | Đây là trận ladders match. |           |
| 150    | Bad News Barrett         | 5   | 5 tháng 1, 2015      | 83                            | Corpus Christi, TX          | Raw                                   | Ban đầu Dolph Ziggler bảo vệ đai chống lại Barrett, nhưng Giám đốc điều hành Kane biến đây thành trận ba hiệp thắng hai, dẫn đến Barrett thắng. |           |
| 151    | Daniel Bryan             | 1   | 29 tháng 3, 2015     | 43 (44 được WWE công nhận)    | Santa Clara, CA             | WrestleMania 31                       | Đây là trận thang thép seven-way, cũng bao gồm Dean Ambrose, Dolph Ziggler, Luke Harper, R-Truth và Stardust. |           |
| –      | Bỏ trống                 | –   | 11 tháng 5, 2015     | –                             | Cincinnati, OH              | Raw                                   | Đai bỏ trống do chấn thương. |           |
| 152    | Ryback                   | 1   | 31 tháng 5, 2015     | 112                           | Corpus Christi, TX          | Elimination Chamber                   | Đây là trận Elimination Chamber tranh đai lúc đó đang trống, cũng bao gồm các đô vật Sheamus, Dolph Ziggler, Mark Henry, R-Truth và King Barrett. |           |
| 153    | Kevin Owens              | 1   | 20 tháng 9, 2015     | 84 (85 được WWE công nhận)    | Houston, TX                 | Clash of Champions                    | |           |
| 154    | Dean Ambrose             | 1   | 13 tháng 12, 2015    | 64                            | Boston, MA                  | TLC: Tables, Ladders & Chairs         | |           |
| 155    | Kevin Owens              | 2   | 15 tháng 2, 2016     | 48                            | Anaheim, CA                 | Raw                                   | Đây là trận Fatal 5-way, cũng bao gồm Tyler Breeze, Stardust, và Dolph Ziggler. |           |
| 156    | Zack Ryder               | 1   | 3 tháng 4, 2016      | 1                             | Arlington, TX               | WrestleMania 32                       | Đây là trận thang thép fatal 7-way, cũng bao gồm Dolph Ziggler, Sami Zayn, Stardust, Sin Cara và The Miz. |           |
| 157    | The Miz                  | 5   | 4 tháng 4, 2016      | 188                           | Dallas, TX                  | Raw                                   | Đợt mở rộng thương hiệu khởi động lại, đai vô địch trở thành độc quyền cho thương hiệu SmackDown, sau WWE Draft 2016. |           |
| 158    | Dolph Ziggler            | 5   | 9 tháng 10, 2016     | 37                            | Sacramento, CA              | No Mercy                              | Đây là trận champion vs. career. |           |
| 159    | The Miz                  | 6   | 15 tháng 11, 2016    | 49 (48 được WWE công nhận)    | Wilkes-Barre, PA            | SmackDown                             | |           |
| 160    | Dean Ambrose             | 2   | 3 tháng 1, 2017      | 152                           | Jacksonville, FL            | SmackDown                             | Đai vô địch trở thành độc quyền cho thương hiệu Raw sau WWE Superstar Shake-up 2017. |           |
| 161    | The Miz                  | 7   | 4 tháng 6, 2017      | 169                           | Baltimore, MD               | Extreme Rules                         | Nếu Ambrose bị loại, anh sẽ mất đai. |           |
| 162    | Roman Reigns             | 1   | 20 tháng 11, 2017    | 63                            | Houston, TX                 | Raw                                   | |           |
| 163    | The Miz                  | 8   | 22 tháng 1, 2018     | 76 (75 được WWE công nhận)    | Brocklyn, NY                | Raw 25 years                          | |           |
| 164    | Seth Rollins             | 1   | 8 tháng 4, 2018      | 71                            | New Orleans, LA             | WrestleMania 34                       | Đây là trận Triple Threat, cũng bao gồm Finn Bálor. |           |
| 165    | Dolph Ziggler            | 6   | 18 tháng 6, 2018     | 62 (61 được WWE công nhận)    | Grand Rapids, MI            | Raw                                   | |           |
| 166    | Seth Rollins             | 2   | 19 tháng 8, 2018     | 119                           | Brocklyn, NY                | SummerSlam                            | |           |
| 167    | Dean Ambrose             | 3   | 16 tháng 12 năm 2018 | 29 (28 được WWE công nhận)    | San Jose, CA                | TLC: Tables, Ladders & Chairs         | |           |
| 168    | Bobby Lashley            | 1   | 14 tháng 1, 2019     | 34 (33 được WWE công nhận)    | Memphis, TN                 | Raw                                   | Đây là trận Triple Threat, cũng bao gồm Seth Rollins. |           |
| 169    | Finn Bálor               | 1   | 17 tháng 2, 2019     | 22 (21 được WWE công nhận)    | Houston, TX                 | Elimination Chamber                   | Đây là trận 2 chấp 1, Finn đấu với Bobby Lashley và Lio Rush. Bálor đè đếm Rush để giành đai. |           |
| 170    | Bobby Lashley            | 2   | 11 tháng 3, 2019     | 27                            | Pittsburgh, PA              | Raw                                   | |           |
| 171    | Finn Bálor               | 2   | 7 tháng 4, 2019      | 98                            | East Rutherford, NJ         | WrestleMania 35                       | Đai trở thành độc quyền cho thương hiệu SmackDown kể từ sau WWE Supertar Shake-up 2019. |           |
| 172    | Shinsuke Nakamura        | 1   | 14 tháng 7, 2019     | 201                           | Philadelphia, PA            | Extreme Rules Trước Kick-off          | |           |
| 173    | Braun Strowman           | 1   | 31 tháng 1, 2020     | 37 (36 được WWE công nhận)    | Tulsa, Oklahoma             | SmackDown                             | |           |
| 174    | Sami Zayn                | 1   | 8 tháng 3, 2020      | 65                            | Philadelphia, PA            | Elimination Chamber                   | Đây là trận 3 chấp 1, Braun Strowman bảo vệ đai trước Shinsuke Nakamura, Cesaro – hợp tác với Zayn và Sami Zayn. Zayn đè đếm Strowman để giành đai. |           |
| –      | Bỏ trống                 | –   | 12 tháng 5, 2020     | –                             | Hậu trường                  | –                                     | Sami Zayn bị tước đai sau khi bỏ phiếu từ chối thi đấu do lo ngại đại dịch COVID-19. Trong cốt truyện, anh vẫn tuyên bố mình mới là nhà vô địch đích thực, và mang theo bản sao khác của đai Liên lục địa kể từ khi anh trở lại vào tháng 8 năm 2020. |           |
| 175    | AJ Styles                | 1   | 8 tháng 6, 2020      | 74 (71 được WWE công nhận)    | Orlando, FL                 | SmackDown                             | Đánh bại Daniel Bryan trong trận chung kết giải đấu để giành đai đang bỏ trống. WWE công nhận anh bắt đầu giữ đai vào ngày 12 tháng 6 năm 2020 khi trận đấu phát sóng. WWE ghi sai thời gian giữ đai của AJ là 71 ngày, kết thúc vào ngày 22 tháng 8 năm 2020. |           |
| 176    | Jeff Hardy               | 5   | 21 tháng 8, 2020     | 37 (36 được WWE công nhận)    | Orlando, FL                 | SmackDown                             | Vào ngày 28 tháng 8 năm 2020, Sami Zayn trở lại với đai riêng của mình, khẳng định mình là nhà vô địch hợp pháp vì anh chưa bao giờ bị đánh bại. WWE không công nhận việc Sami Zayn vô địch; tuy nhiên, điều này dẫn đến trận đấu sau đây để tìm ra nhà vô địch không thể chối cãi. |           |
| 177    | Sami Zayn                | 2   | 27 tháng 9, 2020     | 86 (89 được WWE công nhận)    | Orlando, FL                 | Clash of Champions                    | Đây là trận thang thép Triple Threat, cũng bao gồm AJ Styles. Người thắng cuộc phải giành cả đai của Hardy lẫn đai giả của Zayn để trở thành nhà vô địch không thể chối cãi. WWE công nhận Zayn giữ đai kể từ ngày 25 tháng 12 năm 2020, khi trận đấu được phát sóng. |           |
| 178    | Big E                    | 2   | 22 tháng 12 năm 2020 | 110 (107 được WWE công nhận)  | St. Petersburg, FL          | SmackDown                             | Đây là trận đấu Lumberjack. WWE công nhận Big E giữ đai tính từ ngày 25 tháng 12 năm 2020 khi trận đấu được phát sóng. |           |
| 179    | Apollo Crews             | 1   | 11 tháng 4 năm 2021  | 124 (123 được WWE công nhận)  | Tampa, FL                   | WrestleMania 37 Night 2               | Đây là trận Nigerian Drum Fight. |           |
| 180    | Shinsuke Nakamura        | 2   | 13 tháng 8 năm 2021  | 182 (189 được WWE công nhận)  | Tulsa, Oklahoma             | SmackDown                             | Thắng đai với tên King Nakamura. Anh đã sử dụng lại tên cũ là Shinsuke Nakamura từ ngày 8 tháng 10 năm 2021. WWE công nhận Shinsuke giữ đai đến ngày 18 tháng 2 năm 2022, khi trận đấu được phát sóng. |           |
| 181    | Sami Zayn                | 3   | 11 tháng 2 năm 2022  | 21 (13 được WWE công nhận)    | New Orleans, Louisiana      | SmackDown                             | WWE công nhận Zayn giữ đai tính từ ngày 18 tháng 2 năm 2022, khi trận đấu được phát sóng. |           |
| 182    | Ricochet †               | 1   | 4 tháng 3 năm 2022   | 7+                            | Miami, Florida              | SmackDown                             | | [ 5 ]     |

## Tổng số ngày các nhà vô địch giữ đai kết hợp

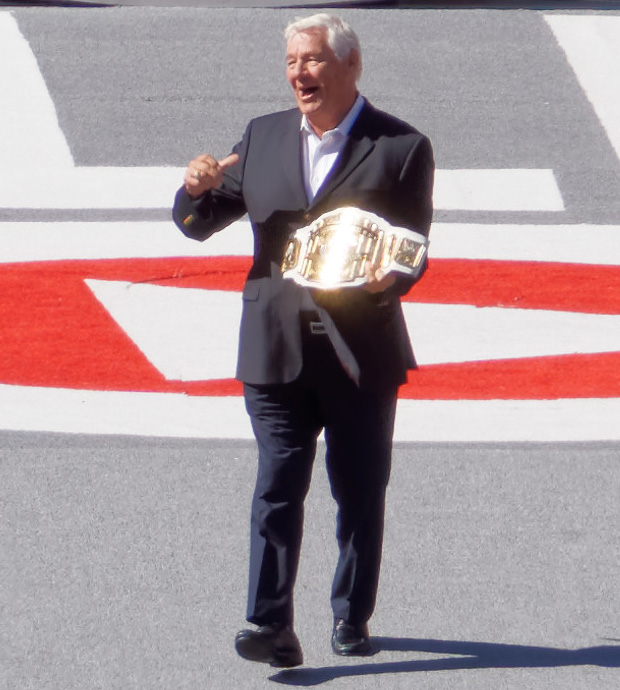
Nhà vô địch đầu tiên Pat Patterson, đang khỏe phiên bản đai được sử dụng từ 2011–2019.

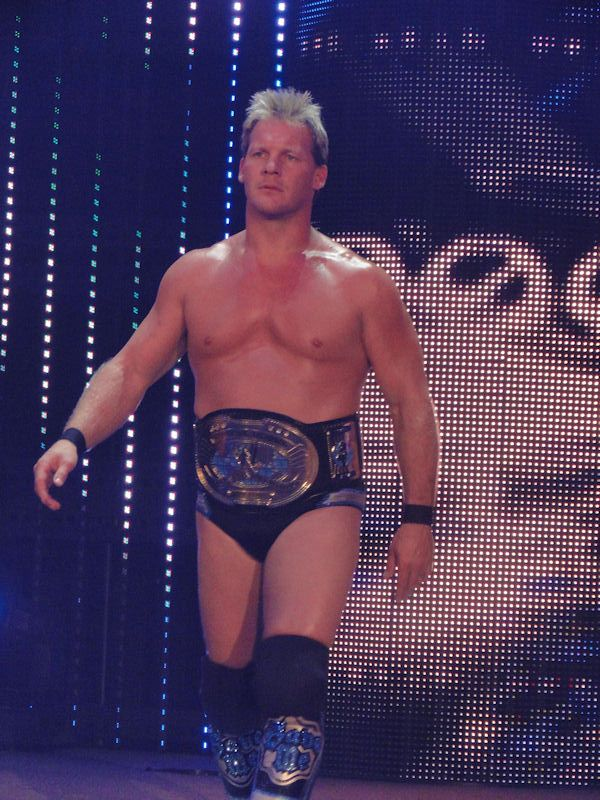
Nhà vô địch lập kỷ lục chín lần giành đai là Chris Jericho.

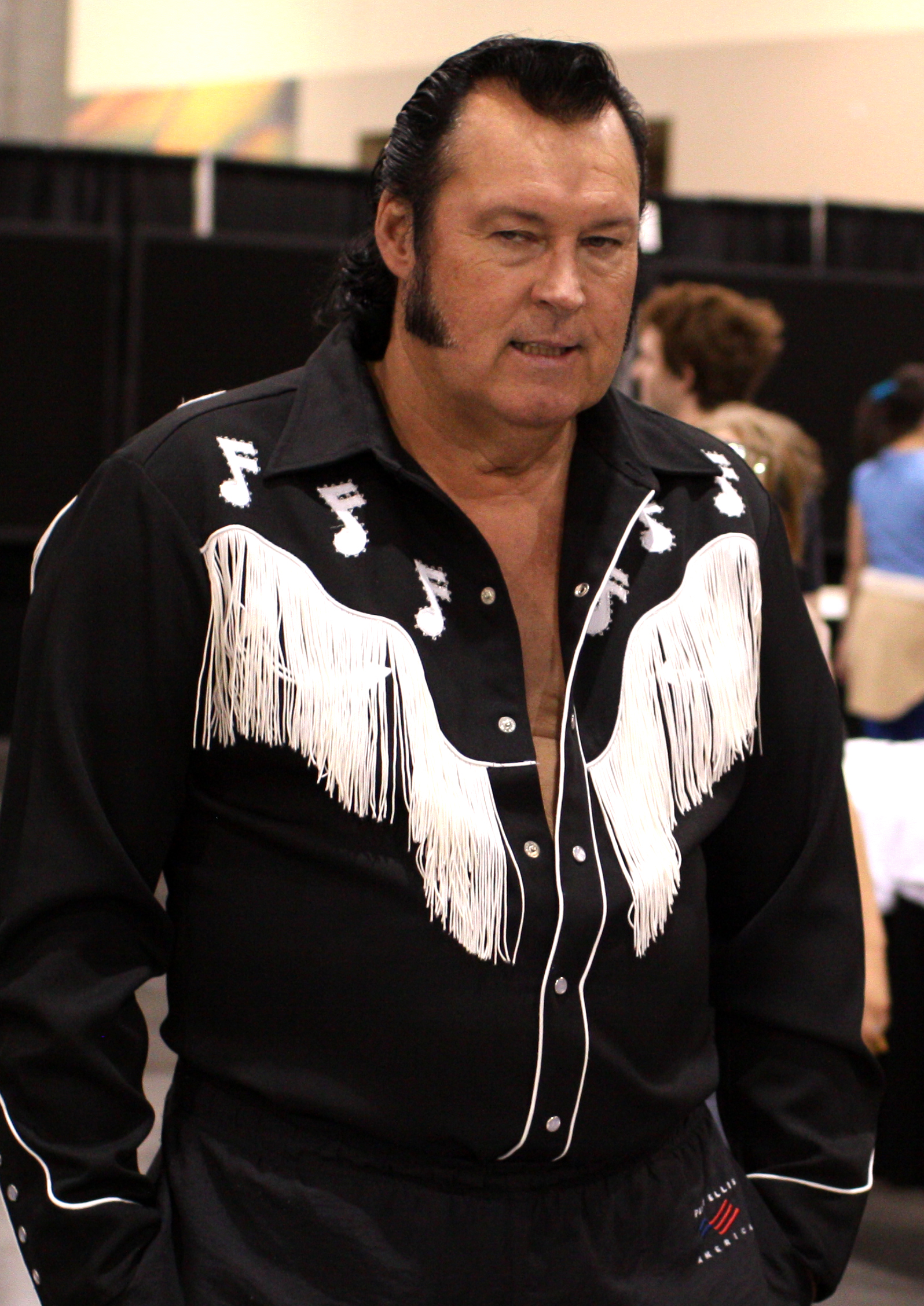
The Honky Tonk Man là nhà vô địch giữ đai này lâu nhất trong hơn một năm, ông có 454 ngày giữ đai.

Tính đến ngày 24 tháng 03 năm 2025.
| † | Nhà vô địch hiện tại |

| Hạng | Đô vật                          | Số lần giữ đai | Số ngày giữ đai | Số ngày giữ đai được WWE công nhận |
| ---- | ------------------------------- | -------------- | --------------- | ---------------------------------- |
| 1    | Pedro Morales                   | 2              | 619             | 617                                |
| 2    | The Miz                         | 8              | 597             | 592                                |
| 3    | Don Muraco                      | 2              | 541             | 539                                |
| 4    | The Honky Tonk Man              | 1              | 454             | 453                                |
| 5    | Tito Santana                    | 2              | 443             | 441                                |
| 6    | Razor Ramon                     | 4              | 437             | 434                                |
| 7    | The Ultimate Warrior            | 2              | 434             | 434                                |
| 8    | Randy Savage                    | 1              | 414             | 413                                |
| 9    | Mr. Perfect                     | 2              | 406             | 404                                |
| 9    | Shawn Michaels                  | 3              | 406             | 403                                |
| 11   | Wade Barrett/Bad News Barrett   | 5              | 397             | 390                                |
| 12   | Shinsuke Nakamura/King Nakamura | 2              | 383             | 390                                |
| 13   | Dolph Ziggler                   | 6              | 372             | 363                                |
| 14   | Jeff Hardy                      | 5              | 367             | 359                                |
| 15   | Shelton Benjamin                | 3              | 354             | 352                                |
| 16   | Rocky Maivia/The Rock           | 2              | 339             | 337                                |
| 17   | Chris Jericho                   | 9              | 318             | 311                                |
| 18   | Jeff Jarrett                    | 6              | 298             | 284                                |
| 19   | Bret Hart                       | 2              | 290             | 288                                |
| 20   | Greg Valentine                  | 1              | 285             | 284                                |
| 21   | Big E Langston/Big E            | 2              | 277             | 273                                |
| 22   | Kofi Kingston                   | 4              | 266             | 272                                |
| 23   | Cody Rhodes                     | 2              | 257             | 254                                |
| 24   | Dean Ambrose                    | 3              | 245             | 242                                |
| 25   | Pat Patterson                   | 1              | 233             | 232                                |
| 26   | Ken Patera                      | 1              | 231             | 230                                |
| 27   | Rob Van Dam                     | 6              | 211             | 224                                |
| 28   | Randy Orton                     | 1              | 210             | 209                                |
| 29   | Johnny Nitro/John Morrison      | 3              | 209             | 206                                |
| 30   | Hunter Hearst Helmsley/Triple H | 5              | 196             | 200                                |
| 31   | Christian                       | 4              | 192             | 192                                |
| 32   | Seth Rollins                    | 2              | 190             | 190                                |
| 33   | Sami Zayn                       | 3              | 172             | 170                                |
| 34   | Edge                            | 5              | 171             | 171                                |
| 35   | Goldust                         | 3              | 168             | 158                                |
| 36   | Santino Marella                 | 2              | 162             | 160                                |
| 37   | Drew McIntyre                   | 1              | 161             | 160                                |
| 38   | Curtis Axel                     | 1              | 155             | 155                                |
| 38   | Ric Flair                       | 1              | 155             | 153                                |
| 40   | Rick Rude                       | 1              | 148             | 147                                |
| 41   | Chris Benoit                    | 4              | 142             | 159                                |
| 42   | Diesel                          | 1              | 138             | 137                                |
| 43   | Kevin Owens                     | 2              | 132             | 131                                |
| 43   | Owen Hart                       | 2              | 132             | 130                                |
| 45   | Rey Mysterio                    | 2              | 128             | 129                                |
| 46   | William Regal                   | 2              | 126             | 124                                |
| 47   | Ken Shamrock                    | 1              | 125             | 124                                |
| 48   | Apollo Crews                    | 1              | 124             | 123                                |
| 49   | Finn Bálor                      | 2              | 120             | 119                                |
| 50   | Umaga                           | 2              | 117             | 119                                |
| 51   | Eddie Guerrero                  | 2              | 114             | 116                                |
| 52   | Ryback                          | 1              | 112             | 111                                |
| 53   | Carlito                         | 1              | 90              | 90                                 |
| 54   | The Texas Tornado               | 1              | 84              | 84                                 |
| 55   | Val Venis                       | 2              | 83              | 79                                 |
| 56   | Roddy Piper                     | 1              | 77              | 77                                 |
| 57   | AJ Styles                       | 1              | 74              | 71                                 |
| 58   | Stone Cold Steve Austin         | 2              | 65              | 93                                 |
| 58   | Ricky Steamboat                 | 1              | 65              | 65                                 |
| 60   | Chyna                           | 2              | 64              | 64                                 |
| 61   | Roman Reigns                    | 1              | 63              | 62                                 |
| 62   | Bobby Lashley                   | 2              | 61              | 60                                 |
| 63   | The British Bulldog             | 1              | 59              | 59                                 |
| 64   | Kane                            | 2              | 57              | 59                                 |
| 65   | Ezekiel Jackson                 | 1              | 51              | 54                                 |
| 66   | Ahmed Johnson                   | 1              | 50              | 58                                 |
| 67   | CM Punk                         | 1              | 49              | 49                                 |
| 68   | Daniel Bryan                    | 1              | 43              | 43                                 |
| 68   | The Godfather                   | 1              | 43              | 43                                 |
| 70   | Braun Strowman                  | 1              | 37              | 36                                 |
| 71   | Kurt Angle                      | 1              | 35              | 35                                 |
| 72   | Booker T                        | 1              | 34              | 34                                 |
| 73   | Big Show                        | 1              | 28              | 27                                 |
| 73   | Marc Mero                       | 1              | 28              | 28                                 |
| 75   | Albert                          | 1              | 27              | 25                                 |
| 75   | John "Bradshaw" Layfield        | 1              | 27              | 27                                 |
| 75   | Lance Storm                     | 1              | 27              | 27                                 |
| 75   | Luke Harper                     | 1              | 27              | 26                                 |
| 79   | D'Lo Brown                      | 1              | 26              | 27                                 |
| 80   | Marty Jannetty                  | 1              | 20              | 20                                 |
| 81   | Billy Gunn                      | 1              | 19              | 17                                 |
| 82   | Rikishi                         | 1              | 14              | 14                                 |
| 82   | Road Dogg                       | 1              | 14              | 14                                 |
| 84   | Test                            | 1              | 13              | 13                                 |
| 85   | Ricochet †                      | 1              | 7+              | 7+                                 |
| 86   | The Mountie                     | 1              | 2               | 2                                  |
| 87   | Zack Ryder                      | 1              | 1               | 1                                  |
| 88   | Dean Douglas                    | 1              | <1              | <1                                 |